# Бакман, Артур
Артур Бакман (фин. Arthur Backman) – финский конькобежец. Участник чемпионата Европы-1898 по конькобежному спорту в Гельсингфорсе (ныне – Хельсинки, Финляндия). Выступал за сборную России. На дистанции 5000 метров занял второе место, а на 1500 метров был третьим. В итоге в общем зачёте остался без места, так как не вышел на старт 10-километровой дистанции.

## Достижения
| турнир                            | дата                 | город        | 500 м    | 1500 м     | 5000 м     | 10000 м | место     |
| --------------------------------- | -------------------- | ------------ | -------- | ---------- | ---------- | ------- | --------- |
| 6-й чемпионат Европы – многоборье | 19 – 20 февраля 1898 | Гельсингфорс | 52,8 (5) | 2.39,8 (3) | 9.36,0 (2) | –       | без места |